# Difference of Opinion
Difference of Opinion är ett musikalbum av den svenska gruppen Overload. Det släpptes 1993. Albumet producerades av Overload och Bror Törnell.

## Låtlista
1. "Nightmare in the Freezer" - 3:47
2. "Heavy Traction" - 3:10
3. "No Mans Land" - 3:44
4. "Caveman" - 4:11
5. "Murphy's Law" - 3:56
6. "Justify" - 3:38
7. "Master of Metal" - 2:28
8. "The Grave" - 3:09
9. "O.L.D." - 5:53